# 消費者団体
消費者団体（しょうひしゃだんたい）とは、消費者が構成する団体を指す。消費者の利益団体である。
日本では1928年に奥むめおらが立ち上げた婦人消責組合協会があるが、本格的に消費者団体が増えたのは戦後に入ってからである。2006年5月31日に改正された消費者契約法では、日本政府が消費者団体に公益を担わせた消費者団体訴訟制度が始まった。2016年10月1日には、消費者裁判手続特例法が施行され、特定適格消費者団体による被害回復の訴訟が可能となった。
また、消費者団体には立法府の公聴会、政府や自治体の審議会や懇談会・研究会に利害関係者として、メンバーを派遣する役割もある。

## 主な消費者団体

### 国際的な団体・日本国外の団体
- 国際消費者機構

### 日本国内の団体
- 消費者機構日本
- 消費者支援機構関西
- 全国消費者団体連絡会(下記は参加団体)
  - 主婦連合会
  - 全国女性団体連絡協議会
  - 新日本婦人の会
  - 全国消費生活相談員協会
  - 全国借地借家人組合連合会